# Epigonus marisrubri
Epigonus marisrubri är en fiskart som beskrevs av Krupp, Zajonz och Khalaf 2009. Epigonus marisrubri ingår i släktet Epigonus och familjen Epigonidae. Inga underarter finns listade i Catalogue of Life.